# Ronald Warisan
 (février 2023).
Ronald Warisan, né le 15 septembre 1989 à Wewak en Papouasie-Nouvelle-Guinée, est un footballeur international papouasien jouant en tant que gardien de but à Lae City.

## Biographie

### En club
Après avoir joué pour plusieurs clubs de son pays, Warisan rejoint Lae City en 2014. Lors de la 8e journée de la National Soccer League 2015, il inscrit le dernier but pour Lae lors de la victoire six buts à zéro contre l'Oro FC le 11 avril 2015.

### En sélection
Le 6 septembre 2014, il fait ses débuts en équipe nationale à l'âge de 24 ans, lors d'une rencontre amicale contre Singapour.
Il est sélectionné par Flemming Serritslev pour participer à la Coupe d'Océanie 2016.